# 胡瑞荃
胡瑞荃（1927年—2011年），中华人民共和国证券业的早期开拓者。浙江省宁波市人。

## 功绩和历史
胡瑞荃是中国第一家证券业务部创始人，是中国大陆证券业的重要开拓者。
中国大陆首个证券交易平台是中国工商银行属下的静安证券业务部。工商银行静安证券交易部于1986年9月26日开张。胡瑞荃时年六十岁，是幕后最主要推动者。
工商银行静安证券交易部初创时交易设施非常简陋。用黑板书写证券行情和交易行情。交易计算都依赖算盘和手算。证券交易依赖手工操作。工商银行静安证券交易部创始时只有六支股票上市交易，为所谓的上海“老八股”中六支股票。

## 生平
胡瑞荃，浙江宁波人，生于1927年。早年在上海从事银行业，在中国人民银行上海分行工作。
胡瑞荃曾担任中国工商银行信托投资公司静安分公司的副经理。任期中，曾参与策划代理发行第一张A种股票——飞乐音响。是中华人民共和国第一个证券业务部——上海静安证券业务部的主要策划者和创始人。胡瑞荃还创立了中华人民共和国第一个股票交易柜台。
后担任申银万国证券的总裁室顾问。申银万国证券公司是中华人民共和国第一家股份制证券公司。
2011年7月6日，胡瑞荃因病在北京逝世，享年八十四岁。

## 代表著作
- 《中国法人股投资指南》